# Hästholmen (vid Emsalö, Borgå)
Hästholmen är en ö i Finland. Den ligger i Finska viken och i kommunen Borgå i den ekonomiska regionen  Borgå i landskapet Nyland, i den södra delen av landet. Ön ligger omkring 41 kilometer öster om Helsingfors.
Öns area är 6,7 hektar och dess största längd är 470 meter i sydöst-nordvästlig riktning. Ön höjer sig omkring 25 meter över havsytan. I omgivningarna runt Hästholmen växer i huvudsak blandskog.